# Macrocarpaea jocularis
Macrocarpaea jocularis är en gentianaväxtart som beskrevs av Jason Randall Grant. Macrocarpaea jocularis ingår i släktet Macrocarpaea och familjen gentianaväxter. Inga underarter finns listade i Catalogue of Life.